# Шайволодян Шаген Рафікович
Шаген Рафікович Шайволодян — капітан 1 рангу Збройних сил України, учасник російсько-української війни, що відзначився під час російського вторгнення в Україну в 2022 році.

## Життєпис
Шаген Шайволодян обіймав посаду командира 39-го навчального центру ВМС у місті Севастополі. Після окупації Росією Криму він разом з особовим складом лишився вірними присязі та очолив в 2014 році 198-й навчальний центр ВМС у Миколаєві. У 2017 році в центрі анонсували початок підготовки майбутніх моряків за стандартами НАТО. Також центр та його керівництво фігурують у кількох кримінальних справах, повʼязаних з корупцією у військовій частині. 21 травня 2020 року капітан 1 рангу Шаген Шайволодян називався одним із можливих кандижатів на посаду заступника командувача ВМС України. Далі працює на посаді командира навчального центру ВМС.

## Нагороди
- орден «Богдана Хмельницького» III ступеня (2022) — за особисту мужність і самовіддані дії, виявлені у захисті державного суверенітету та територіальної цілісності України, вірність військовій присязі[4].